# ماریو فرانگولیس
ماریو فرانگولیس (به یونانی: Μάριος Φραγκούλης)(متولد ) خواننده و تنور یونانی است. وی بیشتر به خاطر ترانهٔ Vincerò, Perderò شناخته شده‌است. فرانگولیس ترانه‌هایی به زبان‌های ایتالیایی، انگلیسی، فرانسوی و یونانی اجرا می‌کند و به پنج زبان زندهٔ دنیا مسلط است.
فرانگولیس در ۱۸ دسامبر ۱۹۶۶ در ردسیا (زیمبابوه کنونی) از والدینی یونانی متولد شد. در چهار سالگی، به آتن فرستاده شد تا با عمه و شوهر عمه اش زندگی کند. فرانگولیس در هشت سالگی شروع به اجرا در کلیساها کرد و در یازده سالگی در تئاترهای موزیکال مدرسه هم خواند.
فرانگولیس ویولن را برای ۱۲ سال تحصیل کرد و برندهٔ یک مقام اول در سن ۱۴ سالگی شد. در ۱۹۹۰، ماریو به رم سفر کرد و بعد از یک مصاحبهٔ موفق‌آمیز، به عنوان شاگرد خصوصی تنور معروف اسپانیایی، یعنی آلفردو کراوس انتخاب شد.
در ۱۹۹۱، از فرانگولیس برای اجرای نقش رائول در برادوی مشهور شبح اپرا در سالن تئاتر بزرگ علیاحضرت دعوت به عمل آمد.
اولین آلبوم سولوی او، یعنی Fengari erotevmeno در سال ۱۹۹۹ منتشر شد و پس از دو سال، برندهٔ جایزهٔ پلاتینیوم در یونان و قبرس شد.

## فارسی
وی ترانه گل سنگم را با نوازندگی انوشیروان روحانی به فارسی خوانده‌است.

## آلبوم‌ها
- Fengari Erotevmeno
- Acropolis concert (Mikres istories)
- Sometimes I Dream (International Release)
- Enas Hartinos Ilios (CD single)
- Follow Your Heart
- O Kipos Ton Efchon
- Music of the Night
- Amore Oscuro
- Passione- A Tribute to Mario Lanza
- Mario and Friends
- My Best of